# 王炜 (交通运输专家)
王炜（1959年12月—），浙江人。东南大学交通学院交通工程系教授，研究方向为城市交通规划理论。主持多个重点学术项目、出版多本学术著作、发表数百篇论文、获得多个奖项。中华人民共和国教育部第六批“长江学者”特聘教授、获得中国国家科技进步二等奖二次、中国全国“五一”劳动奖章获得者等。1978.10-1990.09，先后获得南京工学院（今东南大学）道路工程专业学士、硕士学位，后留校任教；1987.03-1989.12，就读于东南大学交通工程专业，获博士学位；1990.10至今，在东南大学交通学院任教，后晋升教授，曾任交通学院院长；期间还曾到德国波鸿鲁尔大学土木工程系任访问教授。